# Le strade di Max
Le strade di Max è stato un programma televisivo in onda su Deejay TV che seguiva i viaggi effettuati dal cantante Max Pezzali in moto in compagnia di VIP anch'essi motociclisti.

## Descrizione
In ogni puntata si segue il viaggio in moto di Max Pezzali alla scoperta delle strade più suggestive d'Italia in compagnia di un VIP motociclista. Il programma segue anche parallelamente la vita nella concessionaria Harley-Davidson Pavia, di cui Max è socio e proprietario. 
Protagonista è quindi anche lo staff della concessionaria: Angelo, il socio di Max, Mariano (chiamato Mario), responsabile dell'officina, Paola, addetta alle vendite, Claudio, magazziniere e informatico, Enrico e Jacopo, i due meccanici.

## Stagione 1
- Puntata 1 : Ospite Guido Meda, itinerario da Pavia a Camogli.
- Puntata 2 : Ospite J-Ax, itinerario da Milano a Sesto Calende.
- Puntata 3 : Ospite Francesco Sarcina, itinerario da Pavia a San Zenone al Po.
- Puntata 4 : Ospite Faso, itinerario da Milano a Abbiategrasso.
- Puntata 5 : Ospite Maddalena Corvaglia, itinerario da Milano a Canzo e ritorno.
- Puntata 6 : Ospite Giuseppe Giacobazzi, itinerario da San Lazzaro di Savena a Pianoro.
- Puntata 7 : Ospite Roberto Parodi, itinerario da Pavia a Brallo di Pregola e ritorno.
- Puntata 8 : Ospite Jake La Furia, itinerario da Pavia a Passo del Penice.

## Stagione 2
- Puntata 1 : Ospite Emis Killa, itinerario da Salò a Bagolino.
- Puntata 2 : Ospite Marco Materazzi, itinerario da Gubbio a Perugia passando per la Gola del Furlo.
- Puntata 3 : Ospite Andrea Lo Cicero, itinerario da Montefiascone a Albinia.
- Puntata 4 : Ospite Aldo Montano, itinerario tra Lazio e Abruzzo.
- Puntata 5 : Ospite Nek, itinerario sull'Appennino Tosco Emiliano.
- Puntata 6 : Ospite Marco Lucchinelli, itinerario attraverso la Val Trebbia.

## Premi e riconoscimenti
- 2013 - Premio Ideona